# Їпяйя
Їпяйя — муніципалітет, розташований у сільській місцевості південно-західної Фінляндії. Належить до провінції Південна Фінляндія та регіону Власна Тавастія. Муніципалітет має населення 2,286 осіб (31 грудня 2021) займає площу 183,25 квадратних кілометрів (70,75 кв. миль) з яких 0,5 км2 (0,19 кв. миль) це вода.  Щільність населення становить 12,51 жителя на квадратний кілометр (32,4/кв. миль). Муніципалітет є одномовний, фінською мовою.
Головним населеним пунктом Іпяйя є невелике село, розташоване на річці Лоймійокі, між містами Форсса (23 км на схід від Їпяйя) і Лоймаа (15 км на захід). Незважаючи на те, що Іпяя офіційно є частиною регіону Форсса, часто також вважають, що він належить до регіону Лоймаа, оскільки він традиційно перебував під впливом обох міст. Окрім Лоймаа, його прямими сусідами є Йокіойнен, Хумппіла, Сомеро та Коскі Тл.
Відстань від Їпяйя до трьох великих міст південної Фінляндії відносно невелика: 74 км до Турку, 96 км до Тампере та 132 км до столиці Гельсінкі.
Їпяйя, мабуть, найбільше відомий конями; муніципалітет, наприклад, має коледж коней і щорічно проводить міжнародні змагання з верхової їзди під назвою Finnderby.